# ابوالعلای گنجه‌ای
نظام‌الدینْ محمود ابوالعلای گنجه‌ای شاعر قرن ششم هجری بود. او در گنجه دیده به جهان گشود و در سال ۵۵۴ قمری، برابر با ۱۱۵۹ میلادی درگذشت.
ابوالعلای گنجه‌ای شاعر دربار خان فخرالدینْ منوچهر شروانشاه بود
او استاد خاقانی و مسبب شهرت و تقرب خاقانی به شروان‌شاه بود. همچنین، خاقانی دختر ابوالعلاء را به زنی گرفت، اما سرانجام میان استاد و شاگرد کدورتی پدیدار گشت و خاقانی استاد و پدرزن خود را هجو کرد. آن هجویه در تحفةالعراقین آمده‌است.